# Jean Rouverol
Jean Rouverol, née le 8 juillet 1916 à Saint-Louis (Missouri) et morte le 24 mars 2017 à Dover (hameau de Wingdale, comté de Dutchess, État de New York), est une actrice, scénariste et écrivaine américaine.

## Biographie
Jean Rouverol débute comme actrice au théâtre et se produit notamment à Broadway (New York) dans deux pièces, Growing Pains d'Aurania Rouverol (en) — sa mère, 1886-1955 — en 1933 (avec Patricia Morison et Georgette McKee), puis So Proudly We Hail de Joseph M. Viertel en 1936 (avec Richard Cromwell et Charles Walters).
Au cinéma, elle joue dans treize films américains, le premier étant Une riche affaire de Norman Z. McLeod (1934, avec W. C. Fields et Kathleen Howard). Suivent onze autres films jusqu'en 1940 (un court métrage), année où elle épouse le scénariste canadien Hugo Butler (né en 1914), dont elle reste veuve à son décès en 1968.
Citons également Après de James Whale (avec Richard Cromwell et Slim Summerville) et Pension d'artistes de Gregory La Cava (avec Katharine Hepburn et Ginger Rogers), tous deux sortis en 1937. Sept ans avant sa mort, à 93 ans, elle réapparaît une ultime fois dans un second court métrage de 2009.
En 1951, victime du maccarthysme et mis sur liste noire, le couple Butler-Rouverol s'établit au Mexique où il demeure jusqu'en 1960, année de son installation en Italie jusqu'en 1962. Il revient alors au Mexique jusqu'en 1964, année de son retour aux États-Unis.
De même que son mari, Jean Rouverol devient scénariste et contribue ainsi à six films américains (parfois dans la clandestinité), le premier étant Les Dépravées de Bernard Vorhaus (1950, avec Paul Henreid et Catherine McLeod). Suivent entre autres Feuilles d'automne (1956, avec Joan Crawford et Cliff Robertson) et Le Démon des femmes (son dernier film comme scénariste, 1968, avec Kim Novak et Peter Finch), tous deux réalisés par Robert Aldrich.
Enfin, pour la télévision américaine, elle collabore dès 1951 au scénario de quatre séries, dont La Petite Maison dans la prairie (un épisode, 1974) et le feuilleton Haine et Passion (deux épisodes, 1979).
Par ailleurs, elle est l'auteur de quelques romans, biographies et autobiographies, dont Harriet Beecher Stowe: Woman Crusader (biographie, 1968), Storm Wind Rising (roman, 1974) et Refugees from Hollywood: A Journal of the Blacklist Years (autobiographie écrite à 84 ans, 2000).

## Théâtre à Broadway (intégrale)
(pièces, comme actrice)
- 1933 : Growing Pains d'Aurania Rouverol (en), mise en scène d'Arthur Lubin : Terry McIntyre
- 1936 : So Proudly We Hail de Joseph M. Viertel : Anne Greer

## Filmographie partielle

### Actrice (cinéma)
- 1934 : Une riche affaire (It's a Gift) de Norman Z. McLeod : Mildred Bissonette
- 1935 : Mondes privés (Private Worlds) de Gregory La Cava : Carrie Flint
- 1935 : Mississippi de Wesley Ruggles et A. Edward Sutherland : une amie d'enfance de Lucy
- 1937 : Pension d'artistes (Stage Door) de Gregory La Cava : Dizzy
- 1937 : Après (The Road Backk) de James Whale : Elsa
- 1938 : Western Jamboree (en) de Ralph Staub : Betty Haskell

### Scénariste

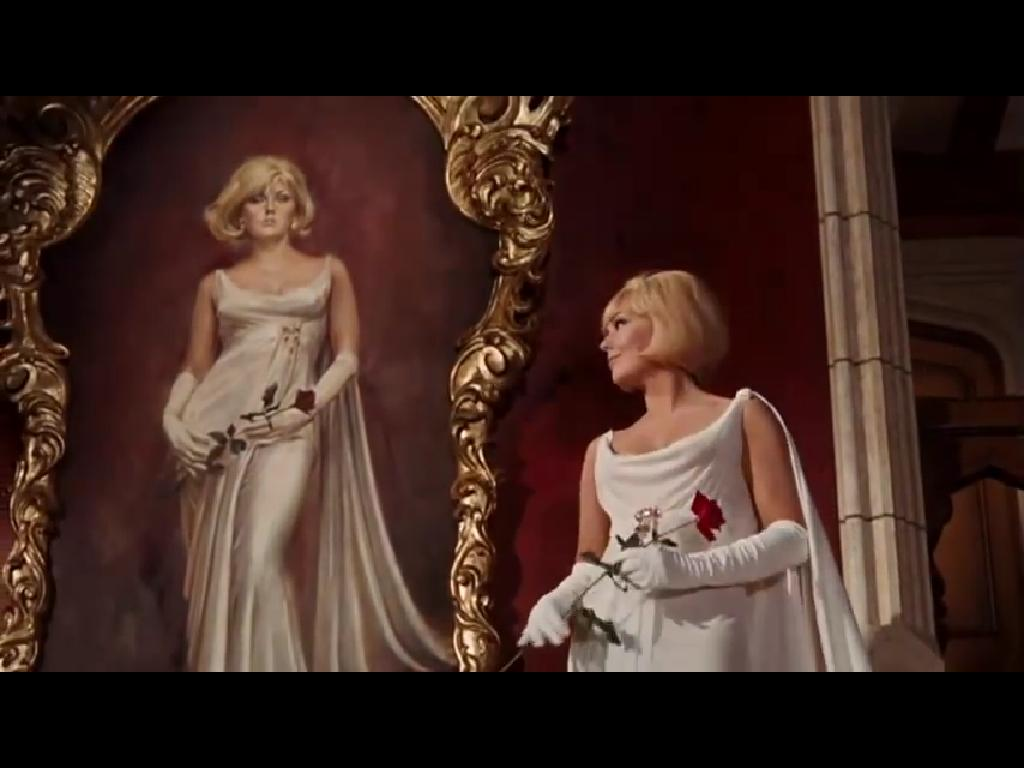
Le Démon des femmes (1968), avec Kim Novak

#### Cinéma
- 1950 : Les Dépravées (So Young, So Bad) de Bernard Vorhaus
- 1956 : Feuilles d'automne (Autumn Leaves) de Robert Aldrich
- 1959 : Quand la terre brûle (The Miracle) d'Irving Rapper
- 1968 : Le Démon des femmes (The Legend of Lylah Clare) de Robert Aldrich

#### Télévision
- 1951 : C'est déjà demain (Search for Tomorrow, feuilleton), épisodes indéterminés
- 1956 : As the World Turns (feuilleton), épisodes indéterminés
- 1974 : La Petite Maison dans la prairie (Little House on the Prairie, série), saison 1, épisode 9 L'Institutrice (School Mom) de William F. Claxton (histoire originale)
- 1979 : Haine et Passion (Guiding Light, feuilleton), deux épisodes non titrés diffusés les 16 novembre et 17 décembre

## Publications
(comme auteur)
- 1968 : Harriet Beecher Stowe: Woman Crusader (biographie), G.P. Putman's Sons, 95 p.
- 1972 : Pancho Villa: A Biography (biographie), Doubleday, 208 p.
- 1973 : Juárez, a Son of the People (biographie), Crowell-Collier Press, 182 p.
- 1974 : Storm Wind Rising (roman), Fawcett Publications, Inc., 208 p.
- 1984 : Writing for the Soaps (autobiographie), Writer's Digest Books, 220 p.
- 2000 : Refugees from Hollywood: A Journal of the Blacklist Years (autobiographie), University of New Mexico Press, 277 p.